# Undermänniska
Undermänniska, av tyska Untermensch (tyskt uttal: [ˈʔʊntɐˌmɛnʃ]), är ett begrepp som används som kontrast till begreppet övermänniska från Friedrich Nietzsches filosofi. Termen "övermänniska" användes först i boken Så talade Zarathustra, där ordet "undermänniska" dock inte förekommer.
Termen användes för första gången i samband med ras av den amerikanske Ku Klux Klan-medlemmen Lothrop Stoddard. Begreppet blev ökänt när nazisterna använde det för att beskriva "underlägsna människor", ofta kallade "massorna från öst", vilket avsåg judar, romer och slaver. Termen har också tillämpats på svarta och mulatter. Det judiska folket skulle utrotas i Förintelsen, såsom slaverna i Generalplan Ost, som var avsedda att avlägsnas från Europa under tysk kontroll genom mord och etnisk rensning. Medan nazisterna var inkonsekventa i genomförandet av sin politik, låg folkmordsdödssiffran på tiotals miljoner offer.
I dag associerar man däremot ofta till nazisterna när begreppet används eftersom de kategoriserade vissa folkslag som undermänniskor. Tyskar och skandinaver betecknades som germanska arier eller övriga övermänniskor. Främst judar kallades undermänniskor men även andra grupper såsom romer, polacker, negrer ansågs som undermänniskor. Dock sågs inte alla icke germanska grupper som lika lågt stående, vissa folkgrupper ansågs stå högre i rashierarkien än andra. För detta uppfann nazisterna konceptet ”honorära arier”. I praktiken följde inte nazisterna rasideologin fullständigt, de samarbetade mycket med människor som inte var av germansk härkomst och de hade många frivilliga i SS som inte var av den ”ariska rasen”. Det var nödvändigt för dem att alliera sig med icke-germanska länder vilket tvingade ideologin att vara böjlig till viss del.